# Jan Alfons Lippoman
Jan Alfons Lippoman h. Schmeling (ur. 1 maja 1834 we wsi Stojanka pod Kijowem (ochrzczony imionami Józef Alfons), zm. 9 lutego 1900 w Krakowie) – rolnik, redaktor "Tygodnika Rolniczego".

## Życiorys
Urodził się w rodzinie szlacheckiej, herbu Schmeling. Ojciec Antoni Lippoman był rotmistrzem kawalerii w wojsku rosyjskim, matka Dorota Stepanowa była wyznania prawosławnego. Alfons rozpoczął naukę w gimnazjum w Kijowie, lecz przerwał ją w roku 1846 i przywędrował do Krakowa, gdzie (jako dwunastolatek) pozostawał pod opieką księdza o nazwisku Hamburger. Pod nazwiskiem opiekuna, jako Jan Hamburger, ukończył szkołę realną w Stanisławowie oraz studia rolnicze w Altenburgu na Węgrzech. Osiadł w powiecie Wielickim, należał przez kilka lat do Rady Powiatowej Wielickiej. W latach 1874–1883 działał w Towarzystwie Oficjalistów Prywatnych. Uczestniczył w założeniu Towarzystwa Rolniczego Okręgowego Wielickiego, którego był wiceprezesem. W 1884, osiadłszy w Krakowie, został wiceprezesem Towarzystwa Rolniczego Krakowskiego, jednak zrezygnował z tej funkcji objąwszy redakcję „Tygodnika Rolniczego”. Tygodnik prowadził w latach 1885–1897, publikując w nim również własne artykuły. Jednocześnie kontynuował działalność w Towarzystwie Rolniczym, jako członek komitetu oraz prowadził biuro statystyki przy Towarzystwie. W 1887 organizował Wystawę Rolniczo-Przemysłową w Krakowie. Przez kilka lat prowadził wykłady z rolnictwa na kursach dla kobiet zorganizowanych przez A. Baranieckiego. Był członkiem Towarzystwa Ogrodniczego w Krakowie. Pochowany na Cmentarzu Rakowickim.

## Rodzina
Żonaty z Klementyną z Czerwińskich, miał jednego syna Aleksandra. Jego dziad Jan Lippoman, chorąży czechryński, ziemianin i autor książek, m.in. relacji z rzezi humańskiej "Bunt hajdamaków na Ukrainie r. 1768 opisany przez Lippomana i dwóch bezimiennych..."

## Dzieła
- Pamiętnik Towarzystwa Rolniczego Krakowskiego : za czas od r. 1845 do r. 1895